# Conservatorio di Musica Giuseppe Verdi (Milano)
Il Conservatorio di Musica «Giuseppe Verdi» è un istituto superiore di studi musicali di Milano. Fondato da Napoleone I° nel 1807 come "Real Conservatorio di musica", fu intitolato al celebre compositore il 27 gennaio 1901, nello stesso giorno della sua morte. Dal 1971 al 2022 è anche sede del liceo musicale "Giuseppe Verdi".

## Storia
Durante la dominazione degli Asburgo d'Austria l'arte musicale a Milano non aveva mai goduto di particolari riguardi.
L'imperatrice illuminata Maria Teresa diede il via (a partire dal 1773) ad una serie di riforme volte a creare un sistema di istruzione primaria pubblica. Ciononostante, l'insegnamento della musica non era previsto, in quanto materia ritenuta non essenziale per la formazione di artigiani e funzionari.
Quest'arte era quindi appannaggio di nobili (che sovente la praticavano a livello dilettantistico), o di persone appartenenti a ceti meno abbienti (per quanto riguarda i musici professionisti).
È tuttavia in questi anni che inizia a venire concepita l'idea di creare una scuola di musica nella città di Milano.
Il periodo storico che vide la nascita del conservatorio meneghino è caratterizzato dalla figura di Napoleone Bonaparte. Nel 1796 il generale francese libera il capoluogo lombardo dagli austriaci e lo proclama capitale della Repubblica Cisalpina.
La motivazione principale per la creazione di un conservatorio è da ricercare nelle cattive condizioni in cui versava il teatro d'opera italiano in quegli anni. A partire dalla metà del XVIII secolo, infatti, l'opera italiana era stata soppiantata da quella d'oltralpe (basti ricordare l'influsso di compositori come Gluck e Mozart).
Non essendosi verificati fenomeni di innovazione, la produzione di quel periodo aderiva a dei modelli consolidati (ma lontani dalle esigenze del pubblico). È il conte Carlo Brentano Grianta, Direttore generale dei regi teatri e degli spettacoli, a comprendere come la creazione di una scuola musicale possa rappresentare una soluzione a questo annoso problema.
Grianta, personaggio politico parzialmente dimenticato alla fine dell'era napoleonica, usava firmarsi nella versione francesizzata Brentano de Grianty anche prima che gli Asburgo perdessero il potere.
L'idea viene accolta con grande favore dagli intellettuali e dalle autorità francesi (in quanto l'opera lirica era considerata un ottimo strumento di propaganda).

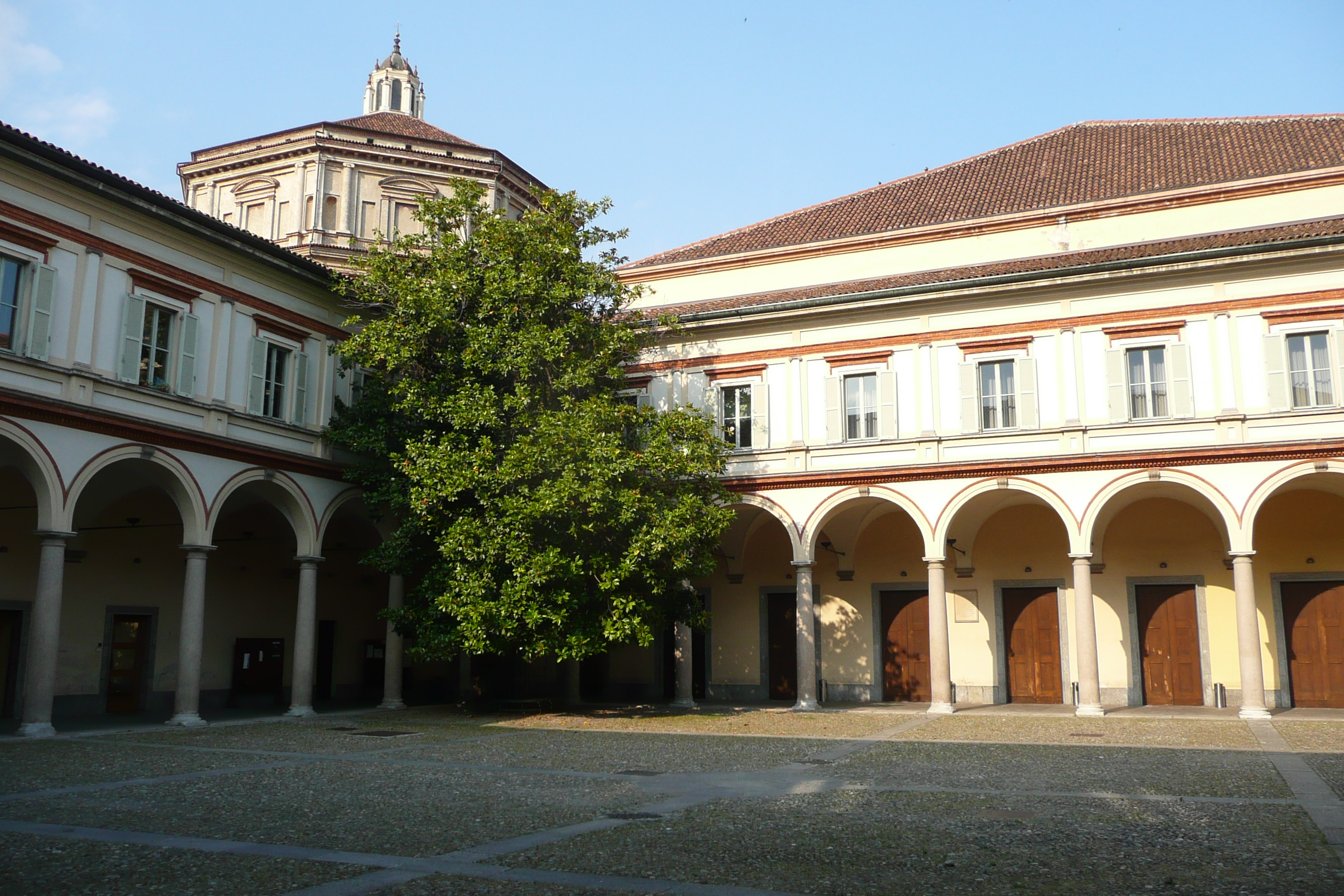
Cortile del conservatorio

Il 24 agosto 1803 Grianty avanza la sua proposta (“a riparo del minacciato intiero decadimento dell'arte musicale”), che viene accolta il giorno dopo dal vicepresidente della Repubblica Francesco Melzi d'Eril.
Il progetto viene esposto il 5 settembre di quello stesso anno. Prevede l'accoglienza (presso il chiostro della chiesa di Santa Maria della Passione) di 36 studenti (24 maschi e 12 femmine), per un periodo di formazione non superiore al decennio.
Il conservatorio, dal punto di vista regolamentativo, s'ispira all'orfanotrofio di San Pietro in Gessate (Grianty usa definirlo "luogo pio").
Effettivamente il termine "conservatorio", nella lingua italiana dell'epoca, era sinonimo di "orfanotrofio". Grianty aveva difatti in mente di istituire un orfanotrofio (aperto però ad ambo i sessi) che avesse come obiettivo l'istruzione musicale dei bambini ospiti.
Sembra abbia pesato di meno il fatto che il corrispettivo parigino si fregiasse del nome conservatoire. Questa adozione linguistica era motivata dalle precedenti esperienze napoletane, note per l'alta qualità dell'insegnamento perpetratovi, che resero la parola "conservatorio" (almeno all'infuori dell'Italia) sinonimo di "scuola di musica".
L'influenza del Conservatorio di Parigi nello sviluppo di quello di Milano è stata a lungo dibattuta.
Il primo venne fondato il 3 agosto 1795 e si poneva come obiettivi la fondazione di una "scuola nazionale" e il fornire al governo un polo di propaganda e di rappresentanza politica.
All'epoca dei fatti è diretto ancora dal fondatore, Bernard Sarrette.
Il conservatorio di Milano, invece, nasce motivato dalla necessità di risanamento dell'opera lirica e i parallelismi tra le due istituzioni si possono riscontrare praticamente solo in alcuni dettagli organizzativi.
In seguito all'abolizione della Repubblica e alla creazione dell'Impero Napoleonico, il senso di sconforto generale causa una generale perdita di fiducia nel progetto (che passa di mano in mano faticando a trovare considerazione).
Nel giugno 1804 Grianty, per motivi non del tutto chiariti, abbandona i suoi incarichi e (a quanto pare) non si dimostra più interessato all'idea di far nascere un conservatorio in quella che è ormai la capitale del Regno d'Italia.
Il piano, dopo una fase di stallo durata fino al 1806, viene comunque approvato.

### Fondazione del 1807

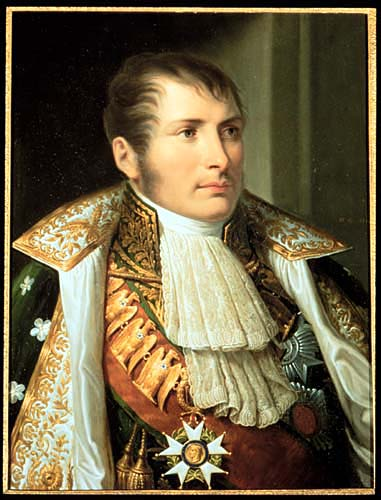
Ritratto del Vicerè d'Italia Eugenio di Beauharnais (Andrea Appiani). Il Vicerè fu il fondatore, medianate decreto, del Real Conservatorio di musica nel 1807.

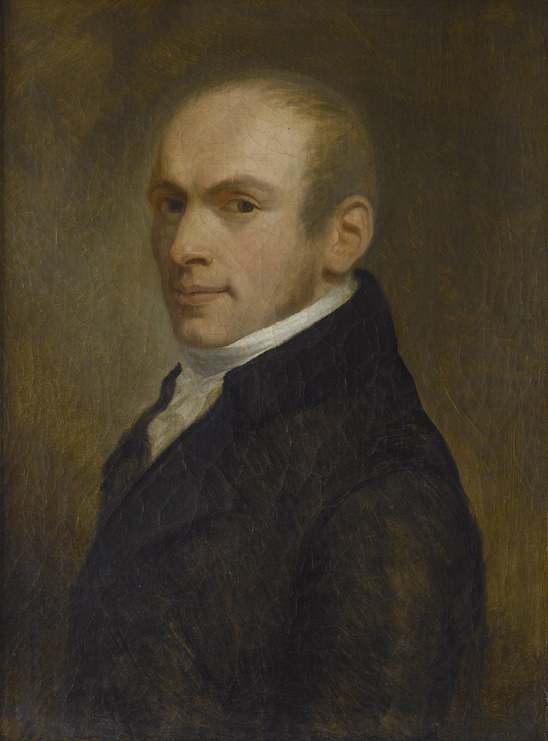
Ritratto del musicista Bonifazio Asioli (Andrea Appiani, 1805. Galleria d'arte moderna, Milano). Asioli fu nel 1808 il primo direttore, maestro di composizione e censore del Conservatorio.

Il Real Conservatorio di musica venne stabilito nei locali detti "della Passione" su decreto del 18 settembre 1807 firmato dall'allora Sua Altezza Imperiale il Principe Viceré d'Italia Beauharnais con il seguente testo:
e venne inaugurato il 3 settembre 1808, giorno onomastico del Vicerà, con una solenne cerimonia a cui intervenne il Ministro dell'Interno che lesse un discorso circa l'utilità della nuova istituzione. I locali sono quelli dell'ex convento dei Frati Canonici annesso alla chiesa di Santa Maria della Passione, requisito dai francesi. Viene preferita la forma di convitto a cui hanno diritto gratuito 24 studenti, di cui 18 maschi e 6 femmine.
Viene anche fondata la biblioteca, che diverrà un punto di riferimento per la conservazione dei testi musicali di epoche antiche.
Ubicato in una ex struttura religiosa, il conservatorio mantiene fin dall'inizio, nel solco della politica anticlericale napoleonica, un carattere laico (a differenza di quelli napoletani e di quello veneziano, di approccio tipicamente filoreligioso).
I corsi previsti sono 14: solfeggio, composizione, canto, cembalo, violino e viola, violoncello, corno,
clarinetto, fagotto, arpa, oboe e flauto, contrabbasso, declamazione (ovvero dizione e gestualità, materie essenziali per gli studi del cantante d'opera) e ballo; sono tenuti da 16 insegnanti, nel tipico stile dell'apprendimento "a bottega" italiano. I maschi possono frequentare tutti i corsi, mentre le femmine sono vincolate al loro ruolo di future cantanti d'opera.
Per loro sono quindi previsti i corsi di canto e cembalo (come strumento da accompagnamento), tuttavia possono frequentare anche lezioni di arpa. Tra le motivazioni avanzate per spiegare questa concessione extracanora vi è la necessità di spezzare la monotonia dello studio del canto, oppure il bisogno di offrire una possibilità alternativa alle ragazze impossibilitate a seguire il corso. In realtà pare che il corso d'arpa fosse stato attivato soltanto per sfruttare appieno le potenzialtà didattiche del maestro Giuseppe Andreoli (che insegnava contrabbasso, ma era anche arpista). Un altro corso controverso è quello di ballo, visto fin dall'inizio come utile solo ad educare i cantanti ad un portamento corretto in scena. L'arte coreutica è inevitabilmente associata alla nobiltà dell'Ancien Régime, e in un clima post-rivoluzionario non può essere vista con un occhio di riguardo.
L'insegnamento musicale è articolato in tre gradi:
- Primo grado: Teoria musicale di base, solfeggio, introduzione al canto e alla pratica strumentale.
- Secondo grado: studio della prassi canora, coreutica, declamatoria e strumentale.
- Terzo grado: Lo studio della scena cantata con accompagnamento d'orchestra, lo studio vocale ed istrumentale dei pezzi concertati negli esercizi privati e pubblici, lo studio della composizione.

Parigi ne prevedeva anche un quarto, che riguardava l'insegnamento dei legami tra musica e altre scienze, il quale però non venne adottato a Milano.
Il primo "direttore e censore" del conservatorio è Bonifazio Asioli. Il suo primo contributo importante all'istituzione consiste nel forinire dei metodi musicali sui quali gli allievi possano formarsi. Su ordine di Beauharnais stesso erano già arrivati (dal conservatorio di Parigi) dei metodi in lingua francese, finemente rilegati e ornati. Essi non godettero però di grande considerazione e solo tre di essi ebbero la fortuna di venire aperti e pubblicati (dopo il ritorno degli austriaci). La scuola italiana prediligeva comunque l'apprendimento diretto dall'insegnante: i metodi ricoprivano quindi un ruolo di secondo piano.
Nel corso dell'ottocento, anche dopo il ritorno degli Asburgo in Italia, i conservatori di Parigi e Milano seguono una linea di uniformazione: il primo perde parte del proprio spirito militaristico, mentre il secondo inizia ad aprirsi alla cultura francese. A prova di questo nascente gemellaggio culturale il manuale d'armonia di François-Joseph Fétis e quello di orchestrazione di Hector Berlioz vengono tradotti in italiano da Alberto Mazzuccato e pubblicati negli anni quaranta di quel secolo.
Il conservatorio di Milano acquisisce prestigio soprattutto grazie alla sua simbiosi col Teatro alla Scala, sempre all'avanguardia nell'ambito dell'opera lirica, che fa confluire validi musicisti nella città. All'inizio, in effetti, il conservatorio contava un numero studenti appena superiore a quello di una comune scuola di musica a gestione familiare o privata.
È in questa fase iniziale che nascono e si consolidano alcune delle tradizioni che avrebbero poi avuto grande seguito e sviluppo nella storia di questa istituzione: i concerti aperti al pubblico (generalmente tenuti dagli studenti) noti per i programmi rivolti a compositori contemporanei (Hummel, Pixis, Rode, Rust) e per l'attenzione riservata anche agli autori precedenti (Alessandro Scarlatti, Paisiello, Gastoldi, Piccinni…).
Anche il Requiem di Wolfgang Amadeus Mozart vede la sua prima interpretazione italiana in una di questi concerti (nel 1844).
Allo stesso tempo il conservatorio di Milano è passato alla storia per non aver ammesso agli studi Giuseppe Verdi, nel giugno 1832. La commissione lo considera infatti troppo anziano (ha 18 anni e 14 è l'età massima consentita per l'ammissione) e lo accusa di avere un'errata tecnica nella postura della mano. Come se non bastasse è anche straniero, poiché proviene dal ducato di Parma.
In merito a questa questione, in una sua lettera a Jacopo Caponi del 13 ottobre 1880, Verdi riferisce:
Io non seppi più nulla del Conservatorio. Nissuno rispose alla mia dimanda. Nissuno, nè prima né dopo l'esame mi parlò del regolamento. E io non so nulla del giudizio di Basily riportato Fétis. Ecco tutto!»
Nonostante l'esclusione, l'istituto gli verrà intitolato nel gennaio 1901, come molti altri conservatori italiani, nonostante Verdi avesse manifestato, pochi anni prima di morire, una ferma contrarietà ad un simile utilizzo del proprio nome.
Intorno al 1850 si ha un'importante riforma strutturale e dirigenziale, ad opera di Lauro Rossi, il già citato Alberto Mazzucato e Antonio Bazzini. Tra le innovazioni apportate vi è la trasformazione in Liceo musicale di quello che era in pratica un convitto, la sostituzione del direttore con un Curatore governativo (da compiti prevalentemente amministrativi), l'istituzione di nuove classi (una classe d'arpa nuova e indipendente dalla polivalenza di un singolo insegnante, Mimica, Storia della musica…).
In seguito all'unità d'Italia il conservatorio diviene, insieme all'Accademia di Brera uno degli ambienti milanesi più vicini al movimento della Scapigliatura. Nello stesso periodo Arrigo Boito e Franco Faccio, all'epoca giovani studenti, iniziano una lotta per l'abolizione delle forme melodrammatiche filorisorgimentali (a favore della musica di artisti all'avanguardia come Richard Wagner).
Sempre nella fase post-unitaria il conservatorio di Milano viene indicato dal Ministero della pubblica educazione come modello organizzativo per le scuole di musica di tutta Italia.
Nel 1898 viene istituito un Museo degli strumenti musicali, e nel 1908 viene costruita la sala Verdi (poi distrutta durante la Seconda guerra mondiale e restaurata nel dopoguerra).
Durante il periodo fascista l'istituzione manifesta avversità nei confronti delle correnti moderniste, tanto che la musica di autori come Alfredo Casella e Gian Francesco Malipiero viene osteggiata e criticata in un documento pubblico. Di questo appello sono firmatari Ildebrando Pizzetti (all'epoca direttore del conservatorio) e i compositori Ottorino Respighi e Alceo Toni.
Dopo la fine del secondo conflitto mondiale si ha un periodo di rinascita culturale e di apertura nei confronti delle avanguardie estere, ad opera (principalmente) di Giorgio Federico Ghedini. Gli studenti italiani iniziano così a conoscere le tecniche della dodecafonia e gli altri stilemi maturati in seno alla cultura compositiva internazionale.
In questo periodo, inoltre, studiano e insegnano in conservatorio alcuni grandi nomi della musica italiana: si ricordano Piero Rattalino, Antonio Ballista, Bruno Canino, Riccardo Muti, Michele Campanella, Bruno Bettinelli, Franco Donatoni, Riccardo Chailly, Guido Salvetti e, tra i rappresentanti della cultura letteraria, Salvatore Quasimodo e Fernanda Pivano.
Vengono introdotti i corsi relativi alla musica Jazz e il corso di musicologia. Si tengono masterclass, seminari e altre attività volte ad approfondire il bagaglio culturale dello studente.

### Il liceo musicale
Dal 1971, primo esperimento in Italia, è sede del Liceo Musicale Sperimentale del conservatorio "G. Verdi", che viene istituzionalizzato nell'anno scolastico 2010/2011, quando vengono istituiti i Licei Musicali nell'ambito della riorganizzazione legislativa e normativa della scuola, essendo così rinominato "Liceo musicale Giuseppe Verdi". Istituto statale secondario ad ordinamento, ad oggi rimane l'unico caso, assieme al Liceo di Trento, di Scuola Superiore operante all'interno di un conservatorio.

## Sale da concerto

### Sala Verdi

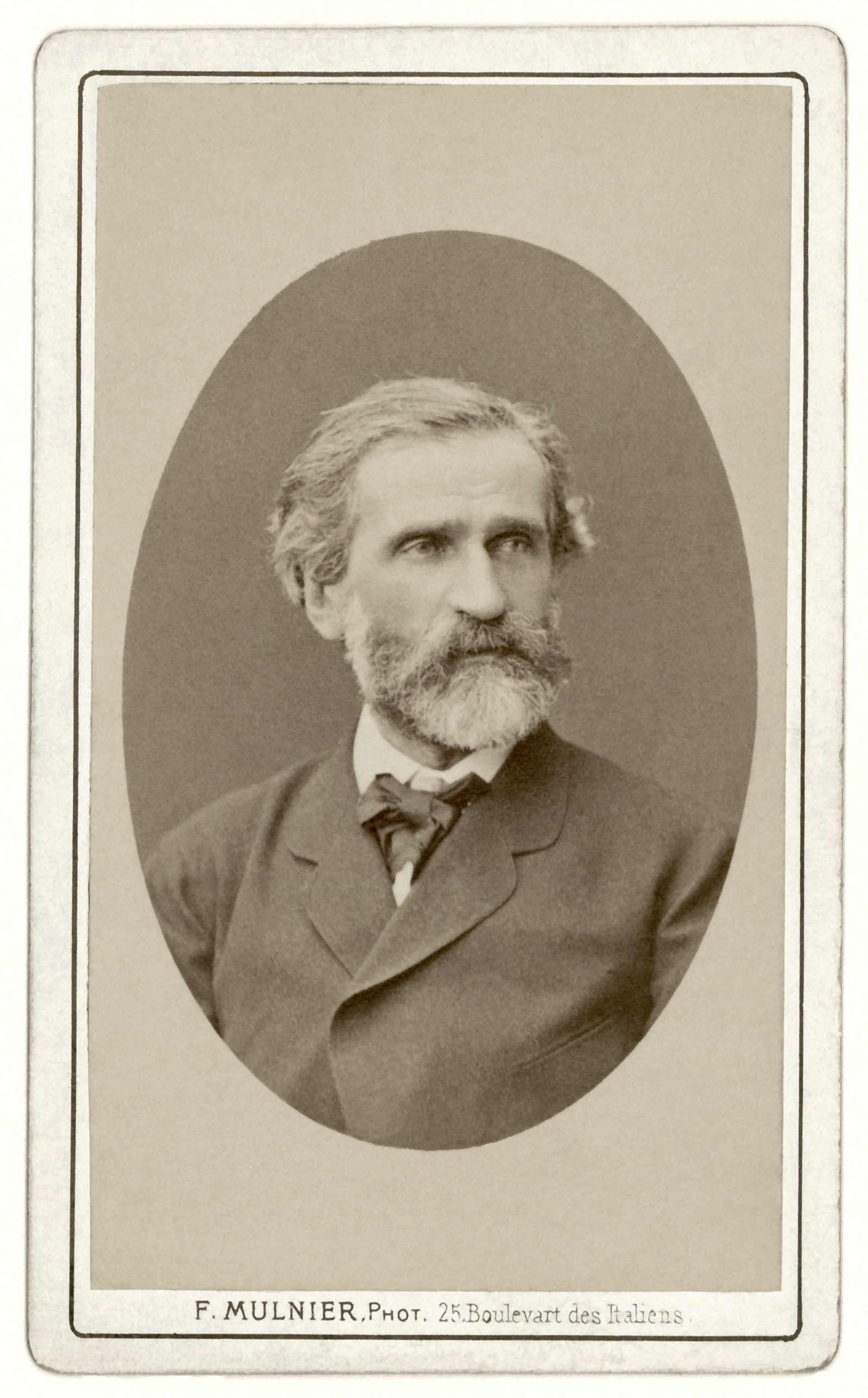
Giuseppe Verdi, ca.1870

La Sala Verdi (detta anche Sala Grande) ha una capacità di 1580 posti ed è stata costruita sull'area del primo chiostro della chiesa di Santa Maria della Passione.
Colpita dai bombardamenti della seconda guerra mondiale (1943) nel dopoguerra è stata ricostruita basandosi su un progetto molto innovativo dell'architetto Ferdinando Reggiori e, il 18 maggio 1958, inaugurata con un concerto diretto da Antonino Votto.
Celebre per la sua acustica (ritenuta tuttora una delle migliori d'Europa) vengono regolarmente tenute stagioni concertistiche tra le maggiori a Milano in cui si sono esibiti anche molti celebri musicisti. La sala è costituita da un'unica lunga platea a gradinate, molto ripida. Nel 1997 è stato rinnovato il palcoscenico che attualmente ha una larghezza massima di 14 metri e una profondità di 8. Organizzata come un vero teatro, è dotata di guardaroba e numerosi camerini sotterranei. Nel 2001 è stata restaurata dagli architetti Pierluigi Cerri e Alessandro Colombo e a cura della Fondazione Umberto Micheli.

### Sala Puccini
La sala Puccini, capace di 342 posti, è stata costruita nel novembre del 1952, in attesa della ricostruzione della ben più grande sala Verdi.
Soggetta a numerosi lavori ha subito l'ultimo nel 2001 insieme con l'altra sala. Oltre ad attività concertistica, più che altro di musica da camera, la sala Puccini è anche teatro di esami, lezioni di esercitazioni orchestrali, masterclass, riunioni, ecc. Come la sala Verdi è dotata di tutti gli spazi tipici di un teatro.

## Organi a canne

### Organo Balbiani - Vegezzi Bossi
In Sala Verdi è presente un grande organo a canne da concerto, op. 1818 della Casa Balbiani - Vegezzi Bossi; la consolle ha quattro tastiere di 61 note e pedaliera concavo-radiale di 32; la trasmissione è elettrica. Purtroppo lo strumento è in disuso da anni.
Nell'aula organo 1 è presente un organo a canne a trasmissione elettrica costruito dalla Casa Balbiani - Vegezzi Bossi; la consolle ha due tastiere di 61 note e pedaliera concavo-radiale di 32.

### Organo Mascioni
Nell'aula organo 2 dal 1985 è presente un organo a trasmissione integralmente meccanica, op. 1071 della Casa Mascioni; la consolle ha due tastiere di 61 note e pedaliera concavo-radiale di 32.

### Organo F.lli Ruffatti
Nell'aula 124 è presente un organo a canne a trasmissione integralmente meccanica della Casa F.lli Ruffatti; ha due tastiere di 58 note e pedaliera concavo-parallela di 30.

## Biblioteca
La biblioteca è stata fondata nel 1808, ed è la più ricca fonte italiana per la ricerca storica e scientifica in campo musicale. La biblioteca dispone attualmente di oltre 500.000 unità bibliografiche, di cui circa 50 000 manoscritti e 30 000 volumi di carattere musicale, nonché circa 400 testate di periodici musicali.